# Thénac, Dordogne
Thénac là một xã, nằm ở tỉnh Dordogne vùng Aquitaine của Pháp. Xã này có diện tích 20,34 km², dân số năm 2006 là 371 người. Xã nằm ở khu vực có độ cao trung bình 170 m trên mực nước biển.

## Hành chính
| Danh sách các xã trưởng                |            |                        |                  |              |
| Giai đoạn                              | Giai đoạn  | Tên                    | Đảng             | Tư cách      |
| 1995                                   | đương chức | Jean-Jacques Chapellet | không chính thức | nhà giáo dục |
| Tất cả các dữ liệu trước đây không rõ. |            |                        |                  |              |

## Thông tin nhân khẩu
| Năm    | 1962 | 1968 | 1975 | 1982 | 1990 | 1999 | 2006 |
| ------ | ---- | ---- | ---- | ---- | ---- | ---- | ---- |
| Dân số | 512  | 436  | 379  | 314  | 300  | 341  | 371  |